# Yello
A Yello elektronikus zenét játszó svájci popegyüttes. Tagjai Dieter Meier és Boris Blank. Legismertebb, legtöbb dokumentálható elismerést (pl. slágerlistás helyezéseket) kapott dalaik itthon és külföldön is az „Oh Yeah”, illetve a „The Race” („A verseny”).
Az együttes megkülönböztető jellegzetességei: az énekes Dieter Meier rendkívül mély hangja, a főleg sample-kből építkező, kísérletező jellegű és hangulatilag és zeneileg is meglehetősen jellegzetes atmoszférát teremtő – általában játékos, sokszor burlesque-szerűen humoros hatást keltő – zeneszerzési technika, valamint a kísérleti videoművészként is elismert Meier által alkotott alapkoncepciójú és rendezésű videóklipjeik többségében ehhez illeszkedő, szintén stílusteremtő vizualitása.

„A Yello tagjaiként régi hagyomány számunkra, természetesen, hogy szeressük, amit csinálunk, de egyszersmind az is, hogy a messzemenőkig komolyan vegyük azt, hogy nem igazán vesszük magunkat komolyan. Tudják, abban, amiről a Yello a kezdetektől is szólt, mindig benne volt az irónia és önirónia nézőpontja. Szerintem az emberek tényleg szeretik a humort a Yelloban, és azt is, hogy emiatt mindig van benne valami váratlan. Valahogy úgy érezhetik, hogy ez a két pasas két gyerek egy homokozóban, akiket jól szórakoztat a fantáziakastélyaik építése, annyira, hogy a végén maguk is mindig meglepődnek, mit bírtak építeni.”

– Dieter Meier

Annak ellenére, hogy pályafutásuk során számos díjat és komoly elismerést kaptak, a Yello kezdetben félig-meddig underground, avantgárd zenekar volt, amelynek tagjai bár profi művészek más területeken, zenei képzettség szempontjából végig félig-meddig büszkén vállaltan amatőrök maradtak (Vö. Meier: „A dilettáns számomra rendkívül pozitív csengésű szó.”) Évtizedekig egyensúlyoztak – nem feltétlenül tudatosan – az experimentális elektronika és a mainstream popzene között, sok divatos és egészen egyedileg alkotott stílussal is kísérleteztek a zenei dadaizmustól egészen a legtriviálisabb elektronikus popstílusokig (a synthpoptól az ambient technón keresztül egészen a rave-ig), önjellemzésük szerint szerint zenéjük nem kategorizálható, bár az olyan gyakran kapott jelzőket, mint pl. az „avantgarde” és „excentrikus”, adekvátnak és elismerésnek tekintik. Aligha tévedés azonban kijelenteni, hogy a zenekritika, főképp a nyolcvanas évek közepén kiadott albumaik, valamint olyan jelenségek, mint a kétezres évekbeli beszállás az Audi autógyár reklámkampányába (Progress and Perfection virtuális album, 2017), mára besorolta a Yello-t, mégpedig meglehetős joggal, a (mainstream) popzenekarok közé.
A csapatot eklektikussága és 80-as évekbe eső fénykora miatt sokszor az újhullámhoz sorolják, illetve szintetizátor-pop együttesként is számon tartják; habár egyik leírás sem igazán illik rájuk. A Yello esetében immár tanácsosabb elektropopról, semmint synthpopról beszélni.

## Történet

### Megalakulás

#### Az alapítók
A Yello-t (pontosabban azt a zenegyártás céljából szerveződött baráti együttműködést, amiből a zenekar kiformálódott) Boris Blank és Carlos Perón alapította az 1970-es évek végén.

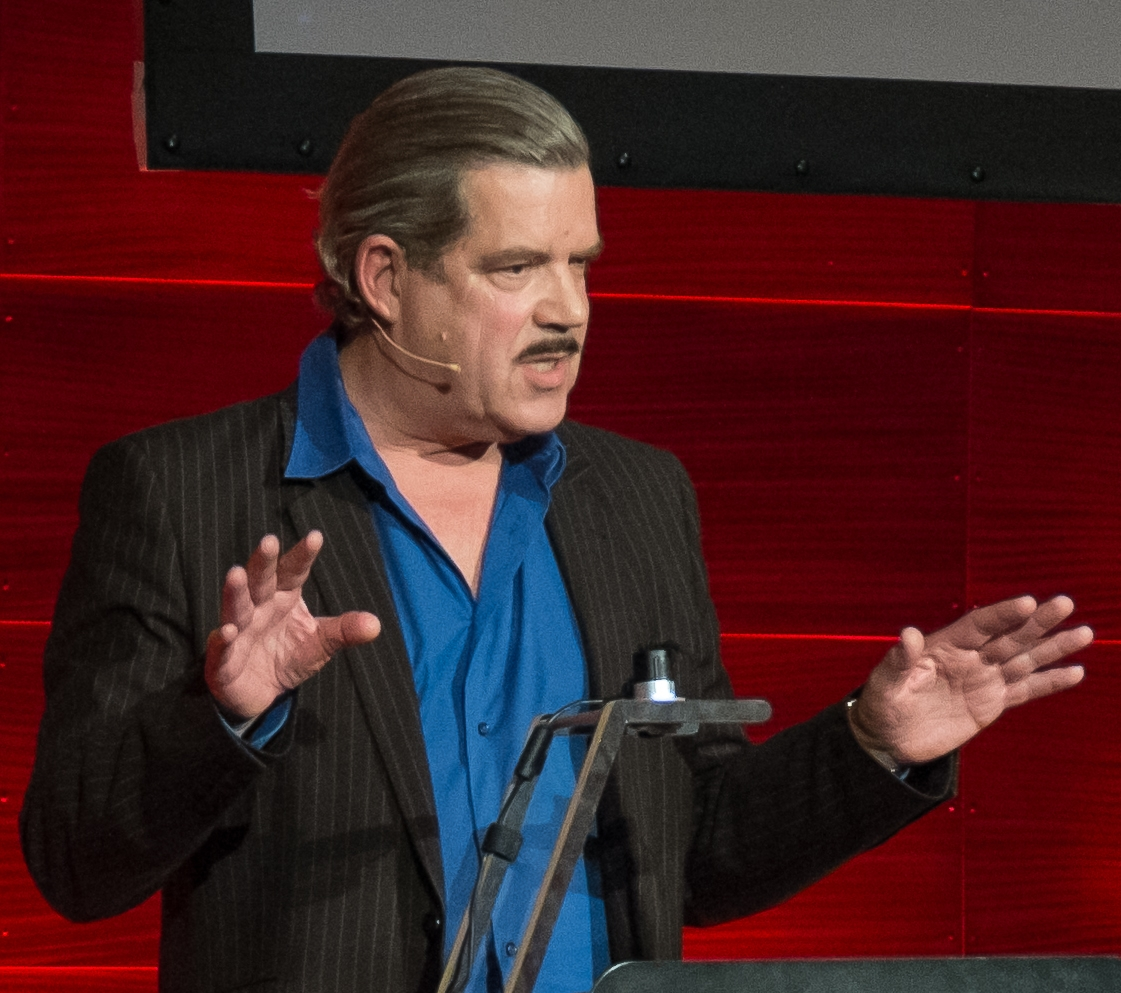
Boris Blank (2013), a fő zeneszerző

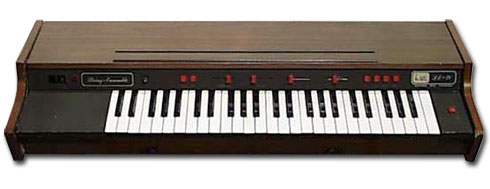
ARP (Solina) „Vonósszintetizátor”

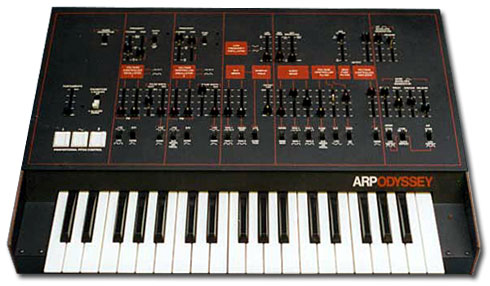
ARP Odyssey (Mark III) analóg szintetizátor (a nyolcvanas évek eleji szintetikus zenei forradalom egyik meghatározó hangszere)

Blank gyermekkorában nemcsak magnóra vett hangokkal kísérletezett (a nyaralásokon felvett hangokat tartalmazó magnószalagot egyenlő darabokra vágva újraragasztotta, majd különböző sebességgel lejátszotta, így érdekes effekteket hozott létre), de lőszerrel is, ennek során egy balesetben fél szemére megvakult. A hetvenes évek második felében Zürichben írógép-eladóként, tévészerelőként, majd kamionsofőrként dolgozott, de szabadidejének nagy részét elektronikus hangszerekkel felszerelt házi stúdiójában töltötte.
Abban az időben, amikor Meierrel kezdtek dolgozni, ez a stúdió elektronikus részeit tekintve két stúdiómagnó-készülékből („deck”), egy egyszerűbb négycsatornás keverőből, egy Farfisa orgonából, egy ARP/Solina szextett-szintetizátorból, egy „dédelgetett” ARP Odyssey analóg szintiből, valamint egy Roland SH-101 monofon analóg kisszintiből állt, de voltak akusztikus hangszerek is: egy szaxofon, egy bongo szett, egy gitár. Továbbá egy metronóm.
Perón mikrofonnal és hangfelvevővel járta Svájcot, érdekes hangokat vadászva, amikkel otthon tovább szórakozott, átalakítgatva őket (ebben fő eszköze egy Revox kéttárcsás szalagos felvevőmagnó volt). Egy gépkocsi-törésteszteket végző roncstelepen ismerkedett meg Blankkel (miközben mikrofonokat szerelt az összetörésre ítélt autókba, hogy a koccanás hangját rögzíthesse); korábban Blank élő zenés performance-ket adott elő Meierrel. Mindketten csatlakoztak a zürichi Urland zenekarhoz; Blank (bár zenei képzésben soha nem részesült) gitározott, Perón billentyűzött.

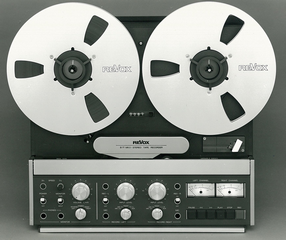
Revox B77 szalagos átvevőmagnó, a Yello egyik inspiráló technikai eszköze

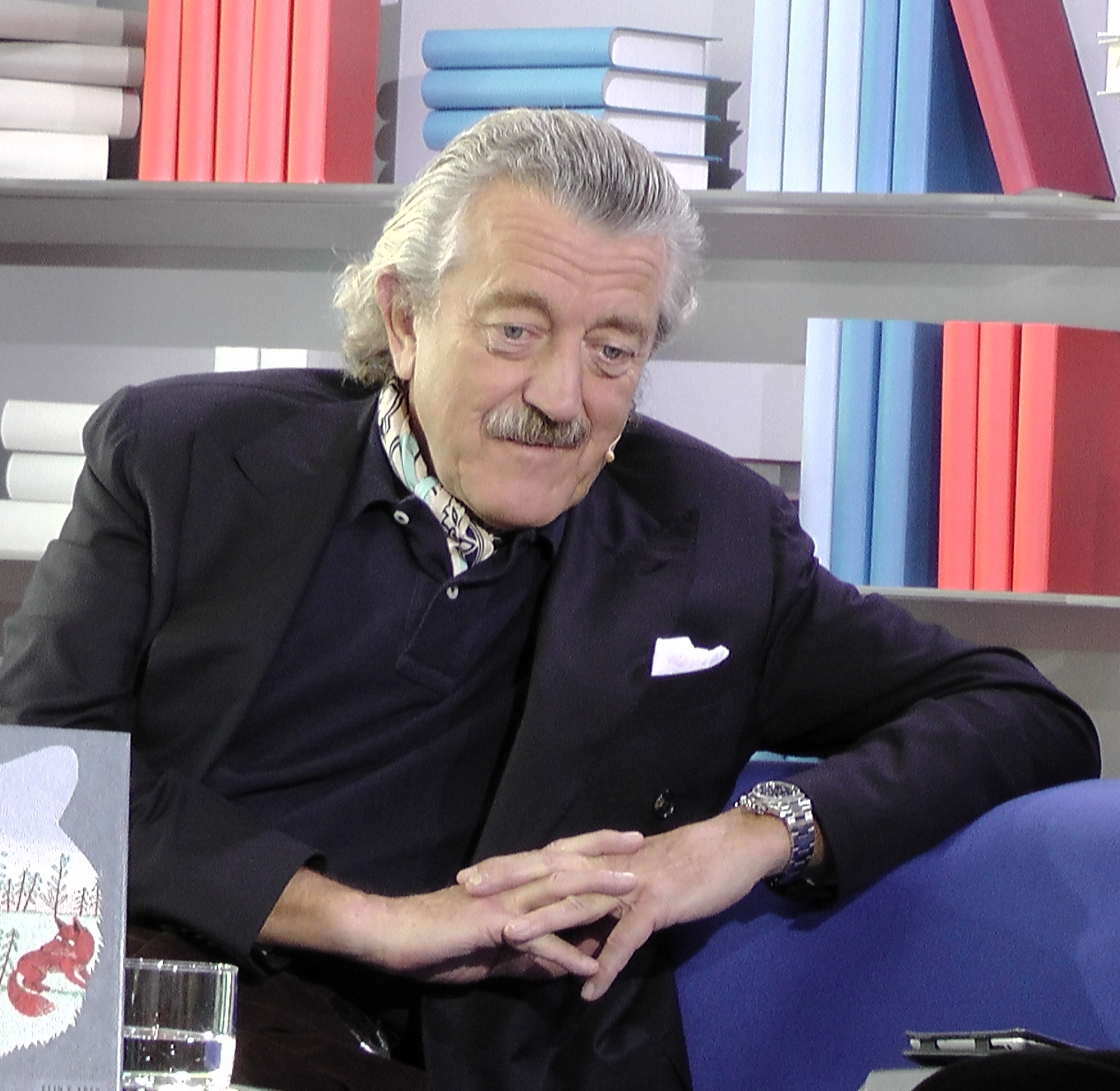
Dieter Meier (2011), énekes, szövegíró, menedzser, producer, stylist

Meier egy gazdag svájci üzletember (bankár) fiaként már a járókában is milliomos volt. Az ifjúkori hároméves hegedűképzés érintetlenül hagyva pergett le róla. Fiatalon playboyként élt, (kb. 17-től 23 éves koráig) hivatásos szerencsejátékos, illetve sportoló (golfjátékos) volt, emellett (a Yello-ban való szereplés mellett is végig folytatott) manapság akció-, konceptuális- és médiaművészetnek nevezett művészeti tevékenységbe is kezdett. Művészként már a hetvenes évek végén számon tartották (elsősorban hazájában, Svájcban, néhány kiállítási darab; monográfia és kiállításkatalógus formájában), Emellett punkénekesként is kipróbálta magát, ami saját elmondása szerint tulajdonképpen azt jelentette, hogy alkalmanként néhány fél(?)amatőr punkzenekarban „kiordibálta a tüdejét”. Ez vezetett ahhoz, hogy bekerüljön a Yello-ba, ugyanis a punkcsapat kiadójának igazgatója összeismertette Blank-kal, amikor megtudta, hogy az énekest keres a Perónnal együtt űzött fura zenei laboratóriumi kalandozásaihoz. Az említett punkcsapatok közül, remélhetőleg a legérdemesebbként, a Fresh Color nevű zenekar neve maradt fent, akik Meierrel mint énekessel együtt két single-t is felvettek, sőt ki is adtak, a Cry for Fame / The Hook és a No Chance címűeket (az elsőt valójában Meier nevén adták ki. A Fresh Color később újhullám- ill. italo-disco zenekarrá alakult).
A két kislemezt forgalmazó kiadó a Paul Vasjabel tulajdonában álló Periphery Perfume volt. Vasjabelnek emellett volt egy népszerű kis lemezboltja is Zürichben, a Music Marker, ahová Meier néha eljárt jazz-lemezeket vásárolgatni. Amikor egyszer mindketten betértek a boltba, Vasjabel bemutatta Blanknak Meiert, mint énekest. A Yello létrejöttéhez ez a félreértés is jelentősen hozzájárult – legalábbis Meier szerint félreértés volt, ő ugyanis egyrészt egyáltalán nem tartotta magát (jó) énekesnek, és esze ágában sem volt énekesi karriert kezdeni, másrészt Blank nem kedvelte a punkokat, és nem vokalistát keresett, hanem egy „igazi” profi énekest. „Dupla katasztrófa volt ez Boris számára” – mondta később Meier. Guardian. Az azonban az utólag történtek fényében kétségtelen, hogy mégis megpróbáltak együtt dolgozni, bár 1979-ig, az első kislemez megjelentéig erről a nagyvilág nem sokat tudhatott meg. Hogy együtt maradtak, az bizonyos zenekrónikások szerint annak köszönhető, hogy Perónnak megtetszett Meier mély hangja, Blank pedig nem volt konfliktuskereső típus, így végül is hozzájárult a zenekar kibővítéséhez. Régi idők popzenéje / Yello
Meier a kétezres évekre számos tevékenységi körben is elismerést szerzett: zenészi karrierje mellett borász, húsfarm-tulajdonos, restaurátor, óratervező, fotós és innovatív kávé- és kakaóbab-feldolgozási technikákat kifejlesztő csokoládégyár-tulajdonos is lett, aki a kávék, borok és steak-ek mellett a filmrendezésbe és a színészetbe is belekóstolt (ezen kívül – állítólag – digitális keverőpult tervezésében is részt vett, ami egy amerikai élő tévéműsor hozzá nem értő technikusainak félrekapcsolásos bakija miatt végül csődbe jutott vállalkozásnak bizonyult).

#### Tranceonic
1978-ban Blank beköltözött (értsd: stúdiót rendezett be) a hónapokkal később a környéken kezdődő punk- és diákzavargások (Züri brännt) miatt híressé-hírhedtté vált Rote Fabrik nevű, már nem működő gyárépület emeletére, ahol a földszinten Meiernek műterme volt. Blankra részben a korabeli indusztriális és pre-techno zenekarok gyakoroltak számottevő, inspiráló hatást, mint pl. a brit Throbbing Gristle – az ipari zene fogalmának megalkotói – és Normal, valamint az amerikai Chrome, Tuxedomoon, és a The Residents; részben pedig olyan kedvenc zenéi, mint pl. az erre szolgáló rádiócsatornákon át ömlő latin tánczene (kedvenc zenéi között voltak pl. Ligeti György, a Sun Ra projekt, A. Schönberg, Sosztakovics).
Ebben a stúdióban születhettek volna a Yello első dalai, csakhogy valójában az ekkoriban készített anyagok többsége kazettákon és merevlemezeken porosodott és még kiadatlan maradt a kétezres évek elejéig. Zömük 2014-ben látott napvilágot, de (mindenféle különösebb, drámaibb ok nélkül) ekkor is csak Blank nevén és nem a zenekar logója-neve alatt jelent meg Electrified címmel. Viszont annyiban fontos a zenekar története szempontjából, hogy az Electrified gerincét adó dalok, amik egy magnókazettán voltak rögzítve, szolgáltak demo anyagaként, melyet Blank és Perón 1978-ban elvittek a san francisoi Ralph Records alternatív kiadóhoz, akik ugyan ezt nem jelentették meg, viszont a Yello első pár nagylemezének kiadói lettek. Ekkoriban valójában még szó sem volt „Yello”-ról: a kezdeti időkben Tranceonic néven futottak (1976-79), az ekkoriban főleg élőben előadva terjedő anyagokat lemezen (New Crime) 2017-ben jelentette meg a Dark Entries kiadó.

#### Debütáló single és a Yello név
A három művész első közös kislemeze 1979-ben jelent meg I.T. Splash / Glue Head címen, ekkor már a Yello név alatt; később a bemutatkozó nagylemezre is rákerült. Az első kiadó a már említett Vasjabel-féle Periphery Perfume volt, de hamarosan leszerződtek a magukat Residentsnek nevező rejtélyes progresszív-experimentális rockzenekar tulajdonában álló San Franciscó-i Ralph Recordshoz, akik szintén kiadták a kislemezt. A Yello név szóösszerántás, nincs köze a „yellow” (sárga) szóhoz: Meier egy szójátékából („... yelled Hello” – „... Hello-t kiabált” – de „kiabálva mondott Hello”-nak is fordítható) származik.

### Az első stúdióalbumok (Trió korszak)
Az együttes a Yello név alatt 1980-ban jelentette meg az első nagylemezt, a Solid Pleasuret, egy eklektikus, sample alapú anyagot, amelyben a latin tánczene elektronikus változatától (Downtown Samba) a Magneto űrzene jellegű (dark?) ambientjén át a New Age-es Massage gregorián textúráján keresztül a Rock Stop újhullámos (poszt?)punkizáló opuszát és a Night Flanger másnapos szintipopját sem kihagyva egészen a Bostich indusztriális elektro-popjáig sokféle zenei világ találkozott egy-egy dal erejéig (és a felsorolás közel sem teljes: van még Mike Oldfieldre hajazó New Age-es gitárhimnusz Blue Green néven, dadaista zaj-tánczene a Stanztriggerben, és Tangerine Dream-féle kései berlini iskolás filmzenerészlet a Smirak's Train-ben). A legjellegzetesebb mégis a Bimbo c. nyitódal, amelyben az erős basszusból álló tánczenei alapot valamely vendégénekes produkciója teszi élőbbé, az ilyen szakaszok közti űrt többé-kevésbé kiszámíthatóan (kvázi refrénként) Dieter Meier pattogós, az ének és a mondókarecitálás közti spektrumon vándorló szövege tölti ki (ezt a honlapjukon egy helyütt „fake rapnak”, azaz álrapnek nevezik); és az egészet számos különféle hangminta (random ordibálás, zenekari effektek, szintetizátor padek stb.) színesítik: ezt a fajta dalkészítést lehet leginkább „Yello popnak” nevezni. (Számos, a Yello által készített későbbi sláger tartozik ebbe a vonulatba: I Love You (1983); Oh Yeah és Goldrush (1987); Rubberbandman és Jungle Bill (1991); How How (1994), Limbo (2016); Waba Duba (2020) még a Jingle Bells-feldolgozás is (1994).
A Solid Pleasure-nek az angol vagy amerikai slágerlistákon akkoriban kevés nyoma maradt, részlegesen (adott dalok adott közösségekben) viszont szép helyi sikereket ért el – elsősorban a Bostich c. dal bizonyult kiemelkedő közönségsikernek. A három zenész a saját szemével láthatta, hogy különböző klubokban a Bostich hangjaira táncra perdülnek emberek, illetve egyik barátjuk értesítette őket, hogy New Yorkban az afro-amerikai tánczenei rádiók bizonyos dalokat kiemelt műsoridőben játszanak. Nem volt kérdéses, hogy ezt a munkát folytatni kell.

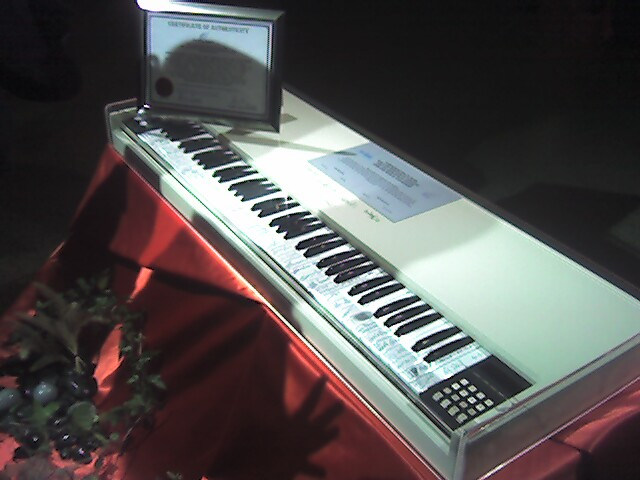
Fairlight CMI I. sampleres szintetizátor. Alacsony (8 bites) digitális hangminősége ellenére a CMI család a nyolcvanas évek elejének egyik legborsosabb árú digitális csúcshangszere, az Art of Noise és JMJ mellett Blank is az első rendszeres használói között volt. Blank a képen láthatóval azonos típusú (de fizikailag nem megegyező, a kép illusztráció) példányt kapott Meiertől 1980 körül, ám a Yello legnagyobb slágereinek megalkotásakor már a fejlettebb funkciókkal rendelkező, de nagyon hasonlóan kinéző, 1985-ben megjelent III-as kiadást használta

Az első lépés kézenfekvően az volt, hogy felszerelésekbe ruházzanak. Meier pénzén egy csúcstechnikás stúdiót rendeztek be, amiben a régiek mellett új hangtechnikai eszközök is helyet kaptak, elsősorban a korszak iszonyatosan drága, előkelő digitális szintetizátora, a samplerrel bővített és a GUI-ban mai napig hight-technek számító megoldásokat alkalmazó Fairlight CMI. Ez az 1979-ben piacra dobott modell a maga 18 000 fontos árával (ez akkori forintban mérve durván 1.3 millió forint, kb. egy teljes családi ház ára) annyira drága volt, hogy még Meier sem bírta anyagilag: bankár apjától kellett nagy összegű kölcsönt kérnie. Cserébe a gép képes hangmintákat felvenni és manipulálni, ami a Yello munkamódszerének már évek óta az alapja volt (elfogadható árú „népsampler”, pl. az Akai S900, csak 1986-ban jelent meg a piacon). Ráadásul a CMI teljesen futurisztikus, nagyméretű kijelzőképernyőjén (ami szintetizátoroknál teljesen szokatlan) fényceruzával lehetett szerkeszteni az adatokat.
A következő két lemez (Claro Que Si, 1981 és You Gotta Say Yes to Another Excess, 1983) sokkal egysíkúbbra sikeredett, a fentebb leírt avantgárd, sample-k dominálta elektropop jellemzi őket. Igazán kiemelkedő vagy maradandó sláger nem született rajtuk (legjobb, 41. helyezését a brit slágerlistán az I Love You c. single érte el a harmadik nagylemezről). 1985-ig nem kaptak különösebb közfigyelmet (közben kiadták az I Love You és a Lost Again c. single-ket).
Perón 1983-ban kilépett, szólókarrierbe vágva.

### Áttörés a mainstreambe (Stella,Flag)
Első kiemelkedő sikerük az Oh Yeah lett a negyedik nagylemezükről (Stella, 1985/86), amely Angliában és Amerikában bekerült a Top100-ba, habár nem éppen az élre; Ausztráliában viszont a kilencedik helyezésig jutott és több nyugat-európai országban is hasonlóan jól szerepelt (Top 30-as volt Ausztriában, Svédországban és Svájcban). Svájcban az album egyenesen a slágerlista élére került, amivel zenetörténelmet írt, mivel ez volt az egyetlen svájci zenekar által készített lemez, aminek ez sikerült. Az amerikai sikert főképp azután tudta elérni, hogy megjelent a Yello-rajongó John Hughes által rendezett tinikomédiában, a Meglógtam a Ferrarival filmben aláfestő zeneként. Érdekesség, hogy az album készítése előtt Blank modernizálta stúdióját, többek között a korszak egyik ikonikus digitális szintetizátora, a Yamaha DX-7 is bekerült az album hangzását meghatározó eszközök közé.
Az Oh Yeah idővel több amerikai filmben is megjelent filmzeneként (Meglógtam a Ferrarival, Dupla vagy semmi, Flúgos járat, Kutyám, Jerry Lee), de A Simpson család c., itthon is ismert rajzfilmben is.
Az együttes másik nagy sikere ebben az időben a The Race (A verseny) c. dal lett a hatodik, Flag elnevezésű stúdióalbumról. A brit UK Single Chart listán a 7. helyezésig jutott, számos filmben használták betétdalként, az Eurosport sportcsatorna a kilencvenes években szignálként használta.

### A kilencvenes évek

#### Pocket Universe (1997)
Az 1985-től kb. 1995-ig tartó mintegy tízéves korszakról elmondható, hogy a Yello fokozatosan profibb hangzású és populárisabb, ugyanakkor dalszerzésében kevésbé „dadaistább” lett: megnövekedett a vendégénekesnőkkel készített kommerszebb dance-europop-jellegű dalok száma az albumokon (Desire, Blazing Sadles, Vicious Games), az 1994-es Zebra részben és az 1997-es Pocket Universe pedig teljes egészében egyenesen a dance-techno vonal felé tett nyitásként értékelhető.
Habár a Pocket Universe tartalmilag kicsit más: a kilencvenes évekbeli technos klisék alkalmazása helyett (kezeket a magasba, mindenki táncol, dübörög a ritmus ...) egy fura konceptalbum, az Univerzum avagy Kozmosz spirituális kisugárzásának afféle szubjektív képzetként való megragadásának pozitív élményéről és hasonló költői dolgokról. A Pocket Universe (Zsebuniverzum) a Solar Driftwood nevű intro-val kezdődik, amelyben a Meier által megszemélyesített narrátor a Kozmosz kezdetét jelentő Nagy Bummtól egy újabb, elkerülhetetlen Nagy Bummig tartó életéről beszél, amely kozmikus méretekben nézve abszolút jelentéktelen bolygónkon az érzékelhető és érzéken túli rezgéseket keltő csillagászati események, a „Galaktikus Nagydob” mintájára létrehozta a zenét, ezt az intersztelláris nyelvet. A vendégénekesnő Stina Nordenstam volt az albumon.
Az albumhoz készült single, az On Track („Night Train”) c. progresszív trance opusz, képi világában folytatja a Yello-s hagyományokat, azonban hangulatában és szövegében jóval melankolikusabb: az éjben zakatoló, ismeretlen állomás felé robogó vonatot, az azon való utazást az emberi élet explicit metaforájává teszi a zenekar.

#### Egyéb
Amennyiben elfogadjuk, hogy a Yello fokozatosan a szűkebb értelemben vett popzene irányába tolódott, illetve egy ilyen fejlődési vonulat legalábbis megfigyelhető – ha nem is kizárólagos, úgy az 1996-os Jingle Bells single ennek a folyamatnak kétségtelen betetőzése: amikor egy audioanarchistaként induló zenekar karácsonyi slágert készít – sőt: igazából csak feldolgoz.
A csapat vendégvokalistákkal is dolgozott (mint például Rush Winters, az első női énekes, akit alkalmaztak; ezenkívül Billy Mackenzie és Shirley Bassey, MacKenzie és Winters számokat is írtak később).  A hangszerelés szinte kizárólag Boris Blank munkája.
Meier filmek készítésében is részt vesz (írója és rendezője volt a Jetzt und Alles és Lightmaker c. alkotásoknak), a klipek nagyrészt az ő munkái (mellesleg, az Alphaville Big In Japan c. videóját is ő rendezte).
1999-ben jelent meg a Motion Picture c. stúdióalbum.

### Kétezres évek

#### The Eye (2003), remastered reissue sorozat (2005)
2003-ban a The Eye c. új stúdióalbummal jelentkeztek, erről a Planet Dada c. single-höz készült klip.
2005-ben remasterelve újra kiadták korai albumaikat (Solid Pleasure, Claro Que Si, You Gotta Say Yes to Another Excess, Stella, One Second és a Flag), itt-ott modernizált hangzással; és bónuszdalokkal bővítve.
2008-ban jelent meg egy dokumentumfilm róluk (Electro Pop made in Switzerland, rendezte Anka Schmid).

#### Touch Yello (2009), virtuális koncert
A duó újabb albuma 2009. október 2-án jelent meg Touch Yello címmel. Az albumot egyértelműen a közéleti és zenei maninstream média érdeklődése övezte, a bemutatóként tartott „virtuális koncerttel” együtt. A koncert ötletét részben az egy évvel azelőtti, az Electronic Beats nevű elektronikus zeenei webzine-nek adott interjú adta.
Az album Svájcban rövid idő alatt platinalemez lett. Talán soha nem jelent még meg ennyi újságcikk a duóról, mint a Touch kiadásának alkalmával. A Yello többé már nem volt underground zenekarnak mondható.
Meier a koncert tapasztalatai alapján egy szólókoncertet kezdett szervezni, ebből a törekvésből született az Out of Chaos önálló projekt, egy afféle elektro / jazz / noir album.

#### A kétezer-tízes évek
2010-ben megjelent egy kétféle változatban (The Singles Collection / The Anthology) kiadott válogatásalbum Yello by Yello néven.
2012-ben újabb stúdióalbumnyi anyagot is kiadtak, The Key to Perfection címmel. Ez azonban nem lemezkiadónál jelent meg, hanem a Volkswagen / Audi autógyárral együttműködésben, csak a cég speciális rendezvényein lehet kapni.
A Toy c. nagylemezük 2016-ban jelent meg. Az erősen popos, két vendégénekesnő (Malia és Fifi Rong) jelentős közreműködésével hangzó, mid- és downtempo edm anyagot a kritika viszonylag jól fogadta, bár nem találta igazán kiemelkedőnek (pl. „A Toy nem hangzik különlegesen újítónak, de azt természetesen bizonyítja, hogy a zenekar nem ült a babérjain, és a legjobb részeket tekintve mégis alkalmaz új elgondolásokat az elektronikus popban”) A lemez megjelenésének alkalmából 2016 októberében négy-öt részes berlini koncertet tartott az együttes, félig-meddig lemezbemutató jelleggel, a Kraftwerkben. Ez a turné számított a duó első élő fellépésének, mivel 1978-ban léptek fel utoljára Zürichben egy moziban, leszámítva egy negyed órás „prezentációt” 1983-ban a Roxy Clubban New Yorkban.

## Lemezek, kiadványok

### Nagylemezek
- Solid Pleasure (1980)
- Claro Que Si (1981)
- You Gotta Say Yes to Another Excess (1983)
- Stella (1985)
- One Second (1987)
- Flag (1988)
- Baby (1991)
- Essential Yello (válogatásalbum) (1992)
- Zebra (1994)
- Pocket Universe (1997)
- Motion Picture (1999)
- The Eye (2003)
- Solid Pleasure – Remastered (2005)
- Claro Que Si – Remastered (2005)
- You Gotta Say Yes to Another Excess – Remastered (2005)
- Stella – Remastered (2005)
- One Second – Remastered (2005)
- Flag – Remastered (2005)
- Progress and Perfection (Promo) (2007)
- Touch Yello (2009)
- Yello by Yello (2010)
- Toy (2016)
- Point (2020)

### Remix albumok
- 1980-1985 The New Mix in One Go (remixalbum) (1986)
- Eccentrix (remixalbum) (1999)
- Hands on Yello (1995)

### Ismertebb kislemezek
- Bostich (1981)
- I Love You (1983)
- Live at the Roxy (egyoldalas 12") (1984)
- Desire (1985)
- Oh Yeah (1985)
- Vicious Games (feat. Rush Winters) (1985)
- Goldrush (feat. Billie MacKenzie) (1986)
- The Rhythm Divine (w/Billie MacKenzie, Shirley Bassey) (1987)
- The Race (1988)
- Of Course I'm Lying (1989)
- Jingle Bells (1991)
- Jungle Bill (1992)
- Squeeze, Please (1999)

### VHS
- The Yello Video Show – Live at the Roxy NY Dec 83 [38]

## Díjak
- 1984: Sky Channel díj: legjobb videóklip (Big in Japan, rendezte D. Meier)
- 1986: MIDEM (Zenei lemezek és kiadók nemzetközi vására, Cannes) „Legjobb zenei videóklip”: Desire (nyertes) és Vicious Games (jelölt)
- 1997: Zürich Város Művészeti Díja / Zenei kategória[39]
- 2014: ECHO (a német kiadóipar csúcsszervezete) Életműdíj (Németország)

## Érdekességek
- Több forrásban is szerepel, hogy Boris Blank az évek alatt százezer vagy több százezer darabból álló hangmintatárat gyűjtött össze a dalok létrehozásához. Ez így, ebben a formában városi legenda: egy interjúban Blank kifejtette: sohasem számolta meg, hány hangmintája van (és ha ő nem, akkor ki?); valójában fogalma sincs róla, mennyi hangmintát hozott létre az élete során, és még kevésbé arról, hogy mi ennek a legendaszerű becslésnek a forrása.[40]
- Míg Meierben, a frontemberben van bizonyos exhibicionizmus, és imád a saját dolgairól és elgondolásairól beszélni, (olyannyira, hogy a vele és családjával az Annabelle női magazinnak interjút készítő német riporternőt a Meier-família gyermekei figyelmeztették: „Légyszi, ne Dietert kérdezd először, mert akkor egész este senki más nem tud majd megszólalni!”);[41] Blank nagy nyilvánosság előtt bevallottan jóval csendesebb és félénkebb, kevésbé a szavak és tömegshow-k embere. A zenekar első nyilvános szereplésének idején, ami még inkább egy alternatív zenei performance volt, mint koncert; Zürichben nem volt hajlandó színpadra lépni, hanem „elrejtőzött” a zenekari árokban; később sem túl gyakran adott interjúkat, nyilatkozatokat, és a Yello, működésének mintegy négy évtizede alatt, csak párszor lépett fel élőben nyilvánosan. Ahogyan az első igazán koncertnek mondható Toy-turné előtt mondta a Guardiannak:

„„Soha nem voltam igazán az a »rázd-a-fejed és mozgasd-a-segged és színleld-azt-hogy-játszol-a-szintin« típusú pacák. EZ most egy picit más lesz, hiszen egy csomó vendégzenész is lesz a színpadon. És mégis, még mindig félek, hogy ezt tegyem.”

–  Boris Blank

„Ahogy Meier fogalmaz: „Boris határozottan nem akart soha színpadon előadni. Úgy gondolja, élőben soha nem tudná a zenéjét színpadra vinni, újraalkotni. Mindennek számítógépen kellene lennie, mint ezeknél a DJ-féleségeknél, és csak a „Play” meg „Stop” gombokat lehetne nyomogatni. Úgy gondolja, ez tulajdonképpen csalás, nem akarja ezt csinálni.”
A közösségi oldalakkal kapcsolatosan fordított a helyzet: Meier idegenkedik a Neumann-galaxistól (a svájci Blikk „Facebook vagy Twitter” kérdésére így válaszolt: „Egyik sem. Még egy laptopom sincs”; míg egy másik interjúban kifejtette, hogy a hivatalos és informálisabb üzleti kapcsolatai teljesen fölöslegesen írogatnak neki e-maileket, amíg működik a telefonja), míg Blank helytáll ezeken a frontokon: „A mai Yello elképzelhetetlen a Facebook, a Twitter és az Instagram nélkül, ha ezek nem lennének, bezárhatnánk a cirkuszunkat.”

## Külső hivatkozások
- Hivatalos honlap
- Yello az AllMusic oldalán
- Yello a Discogs oldalán
- Yello az Internet Movie Database oldalán